# Consiglio del Comando Rivoluzionario per la Salvezza Nazionale
Il Consiglio del Comando Rivoluzionario per la Salvezza Nazionale (RCC) è stato l'autorità con la quale il governo militare del Sudan sotto il colonnello Omar Hasan Ahmad al-Bashir ha esercitato il potere.
Il RCC è salito al potere dopo il colpo di Stato del giugno 1989.
Il colonnello Omar Hasan Ahmad al-Bashir è stato il presidente del Consiglio, così come il primo ministro, ministro della Difesa e comandante in capo delle forze armate. Tutti i quindici membri del Consiglio sono stati ufficiali militari. Nessuna disposizione circa la selezione e la permanenza in carica dei suoi membri sono stati resi pubblici.
Il RCC ha esercitato poteri legislativi così come alcune autorità esecutive. Esso nominò comitati per redigere i vari decreti legge. Il RCC non ha pubblicato alcun regolamento interno oltre le sue deliberazioni.
Fu vietata l'attività politica, arrestati membri dell'opposizione e chiusi i giornali.
Il RCC si è sciolto nel mese di ottobre 1993. I suoi poteri sono stati devoluti al neo-nominato Presidente Omar Hasan Ahmad al-Bashir e all'Assemblea nazionale transitoria.